# 오라녜나사우가

오라녜나사우 왕가의 문장

오라녜나사우 왕가(House of Oranje-Nassau)는 현재 네덜란드 왕국의 왕가이다.

## 역사
빈 회의에서 네덜란드 왕국의 왕가가 되었으며, 룩셈부르크 대공국과도 동군연합을 맺었다. 그러나, 빌럼 3세 사후 빌헬미나 여왕이 네덜란드 왕위를 계승하자, 룩셈부르크의 살리카 법으로 인하여, 동군연합은 해체되었고, 빌럼 3세의 친척이었던 나사우바일부르크가의 아돌프가 룩셈부르크 대공이 된다.

## 오라녜나사우 왕가의 군주
- 빌럼 1세 (1803년 - 1806년)
- 빌럼 2세 (1840년 - 1849년 3월 17일)
- 빌럼 3세 (1849년 3월 17일 - 1890년 11월 23일)
- 빌헬미나 (1890년 11월 23일 - 1948년 9월 4일)
- 율리아나 (1948년 9월 4일 - 1980년 4월 30일)
- 베아트릭스 (1980년 4월 30일 - 2013년 4월 30일)
- 빌럼알렉산더르 (2013년 4월 30일 - ) : 현 국왕

## 같이 보기
- 나사우가
- 오라녜 공
- 오랑주 공국
- 윌리엄 3세
- 호프스트라 대학교